# Huo Jun
En aquest nom xinès, el cognom és Huo (霍).
Huo Jun (? - 216) va ser originalment un oficial militar servint sota les ordres de Liu Biao durant el període dels Tres Regnes de la Xina. En el Romanç dels Tres Regnes, quan Liu Bei començà a manar sobre Jing, Huo Jun va deixar a Liu Biao i s'uní a Liu Bei. Huo Jun va seguir defenent de la ciutat de Jiameng (Jia Meng Cheng, 葭萌城) al Pas de Jiameng juntament amb la de Meng Da, qui havia recomanat Huo Jun a Liu Bei. En realitat, amb tot, Huo Jun serví a Liu Biao tot el camí fins al final, només després de la mort de Liu Biao, és quan ell va anar a servir sota Liu Bei. També, en realitat, Huo Jun estava estacionat en la Ciutat Jiameng (Jia Meng Cheng, 葭萌城) al Pas de Jiameng Pass per prou temps per si mateix, i fou només molt temps després que se li va unir Meng Da. Ja que Huo Jun i Meng Da servien a senyors diferents i només entraren en contacte l'un amb l'altre després que Meng Da s'havia unit a Liu Bei, és molt poc probable que es conegueren bé els dos i Meng Da Meng recomanara Huo Jun a Liu Bei, especialment quan es considera Liu Bei necessitaria algú de l'exterior que acaba d'arribar per recomanar-li un altre que ja era servint al seu càrrec per llarg temps.
Durant la conquesta de Liu Bei de Sichuan, Huo Jun se li encarregà de fer guàrdia a la important ciutat de Jiameng (Jia Meng Cheng, 葭萌城) al Pas de Jiameng ell a soles amb uns pocs centenars d'homes sota el seu comandament. Quan Liu Zhang uní forces amb Zhang Lu, Huo Jun va rebutjar de rendir-se a Zhang Lu quan s'ho va proposar i se va preparar per a la batalla vinent. Liu Zhang va enviar per atacar a Huo Jun a dos generals, Fu Jin (扶禁) i Xiang Cun (向存), dirigint uns mil homes; però no van poder prendre la ciutat després d'assetjar-la durant més d'un any. Huo Jun aleshores va llançar un contraatac sorpresa i va derrotar de totes passades l'exèrcit de Liu Zhang, matant a Xiang Cun (向存) en el procés, així Liu Zhang no va poder llançar més atacs després de la desastrosa derrota. Huo Jun posteriorment va aconseguir contenir al general de Zhang Lu Ma Chao amb èxit un any més, controlant l'avanç de Zhang Lu cap a Sichuan.
En els anys següents a Huo Jun se l'uní Meng Da; i durant l'etapa inicial de les lluites per Hanzhong, Huo Jun va predir correctament que l'estratègia correcta a prendre per part de Shu Han seria la defensiva, en lloc de sortir a atacar activament a l'exèrcit de Cao Wei. Meng Da no va tenir en compte aquest advertiment i va sortir a lluitar amb Zhang He igualment, sent derrotat.
És també sabut que Huo Jun era el pare del moderadament conegut oficial del Regne de Shu, Huo Yi. Després de la seva mort, Huo Jun va ser soterrat en Chengdu i Liu Bei en persona va assistir al seu funeral, i passà la nit a la tomba de Huo Jun.

## Família
- Fill
  - Huo Yi (霍弋)